# اپدمیت
اپدمیت یا سیاهنگری، روستایی در دهستان تنگ سرحه بخش پیپ شهرستان لاشار در استان سیستان و بلوچستان ایران است.

## جمعیت
بر پایه سرشماری عمومی نفوس و مسکن در سال ۱۳۹۵ ، جمعیت این روستا برابر با ۷۳ نفر (۱۸ خانوار) بوده‌است.